# 逼近飞行

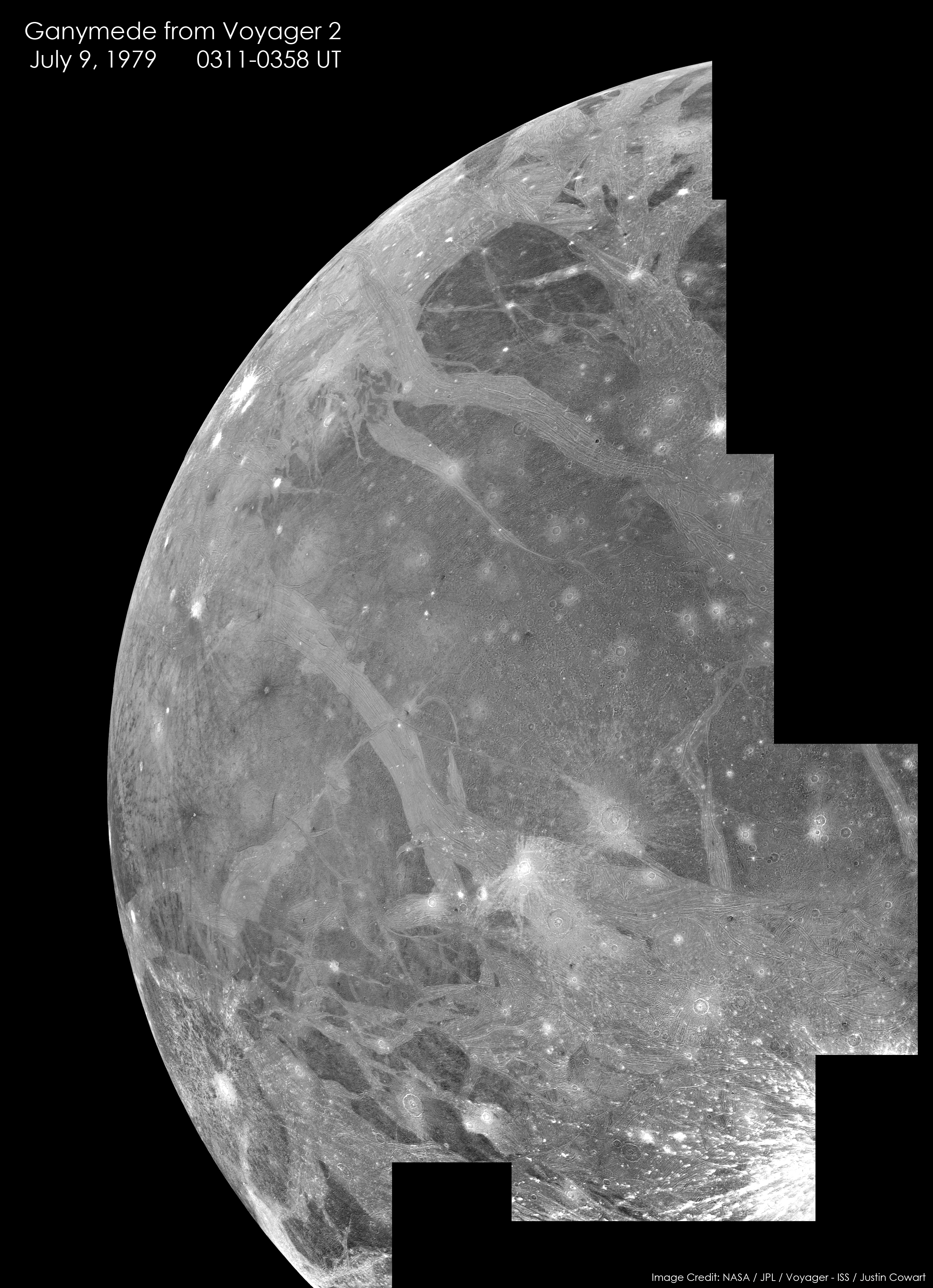
旅行者2号逼近飞过木星系时拍摄的木卫三图像

伽利略号探测器飞经艾女星时拍摄的图像

逼近飞行（英語：flyby），或称飞掠，是一种航天器的外空飞行动作，描述航天器抵近并掠过另一空间物体而不进入其环绕轨道。该物体一般是太空探索的目标或引力助推的引力源。有的航天器专为逼近飞行设计（如旅行者1号和2号）。逼近飞行有时还用于描述小行星从地球附近掠过。恰当的时间和距离是逼近飞行成功的关键。

## 航天器的逼近飞行
对于航天器来说，逼近飞行的对象可以是行星、卫星、太阳系小天体等各种天体。
在人类航天史上，常有航天器对行星做逼近飞行：
- 对行星逼近飞行事件列表（英语：List of planetary flybys）
- 对地球逼近飞行事件列表（英语：List of Earth flybys）
- 火星飞越

同样也有航天器对彗星做过逼近飞行。1985年9月，国际彗星探测器（ISEE-3）飞掠贾可比尼-秦诺彗星的彗核，探测器与彗核的距离最近仅有约4,800英里（7,700）。
月球曾同样成为逼近飞行的对象。阿波罗13号执行登月任务时，服务舱的氧气瓶损坏，其不得不在对月球做逼近飞行后放弃任务，脱离混合轨道，进入返回轨道返回地球。阿尔忒弥斯2号和亲爱的月球项目中同样包含飞掠月球任务。

### 火星

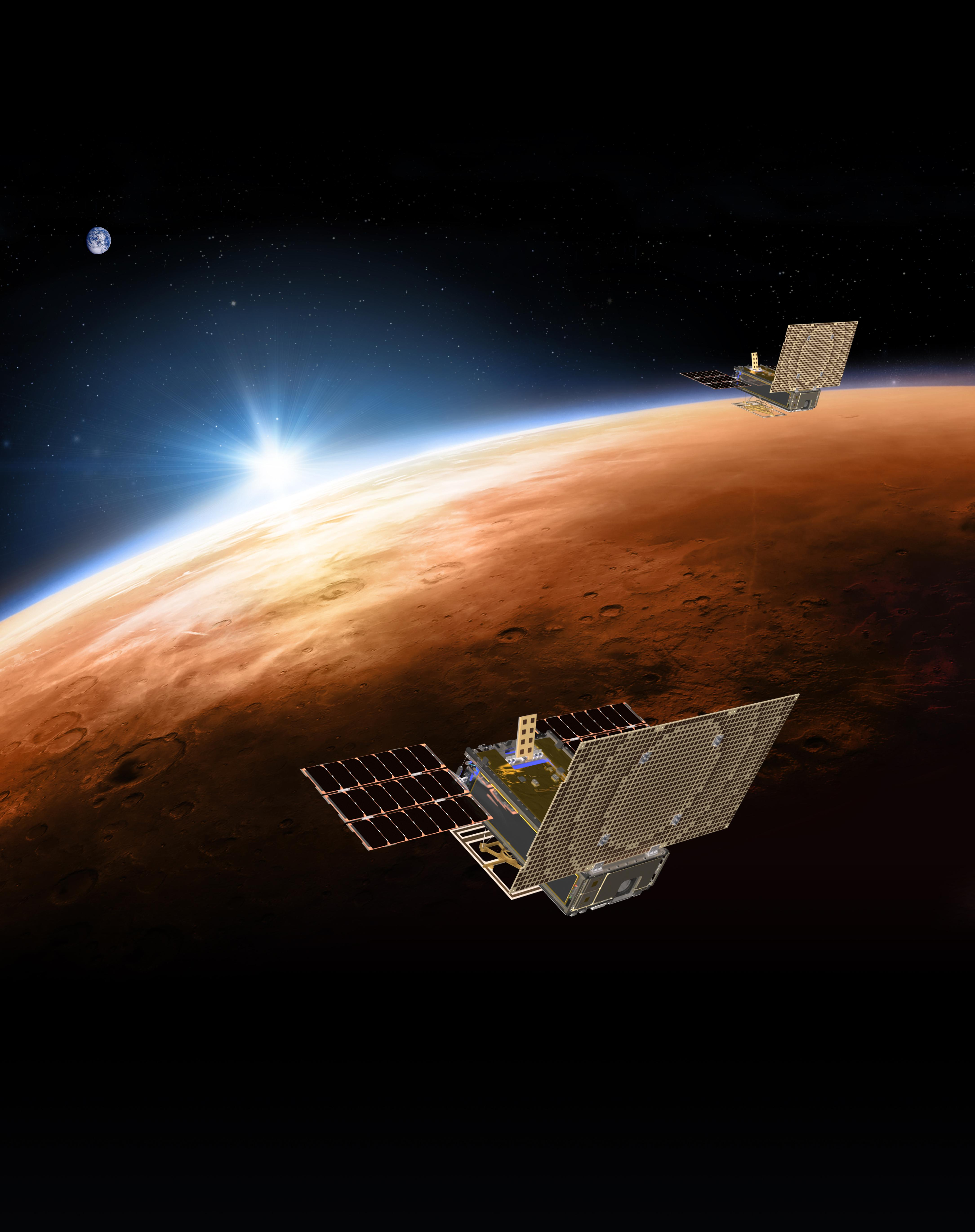
两颗立方体中继卫星 MarCO和洞察号火星探测器的示意图。2018年，这两颗对火星做逼近飞行的卫星为洞察号EDL阶段的实时通信提供中继。

对火星做逼近飞行的成功产生出一个设想——飞掠火星交会对接，即在火星登陆计划中，返回飞行器不再进入火星轨道，而是在对火星做逼近飞行动作之前或之后与从火星上发射的着陆飞行器对接。20世纪60年代，美国国家航空航天局（NASA）下属的林登·约翰逊太空中心曾对该方案进行了评估。当时，NASA设计了一种航天器——火星漫遊艙，组件包括火星登陆艙，短期表面居留艙和爬升艙。从火星返回时，爬升艙将在另一飞行器飞掠火星时与其对接，而该飞行器无需进入火星轨道。与火星轨道交会对接相比，飞掠火星交会对接方案无需航天器绕火飞行。因此，航天器在离开火星时无需脱离火星轨道，大大节省了燃料。
探测器水手4号于1965年7月飞掠火星，传回了当时最精确的火星大气数据和拍摄位置距离火星地表最近的照片。
1969年，水手6号和水手7号飞掠火星，传回的数据革新了当时人们对火星的认识。两颗探测器上搭载的红外辐射计传回的结果显示火星大气层的成分主要是二氧化碳，它们还检测到了在火星大气中的微量水蒸气。
2018年，一对MarCO立方体中继卫星随洞察号着陆器一并发射，任务是在着陆器进入火星大气（EDL）时提供通信中继服务。11月26日，所有MarCO卫星抵达火星，并成功为洞察号的进入、下降和着陆阶段提供信号中继。后其进入深空，并分别于2018年12月和2019年1月失去联系。

### 柯伊伯带

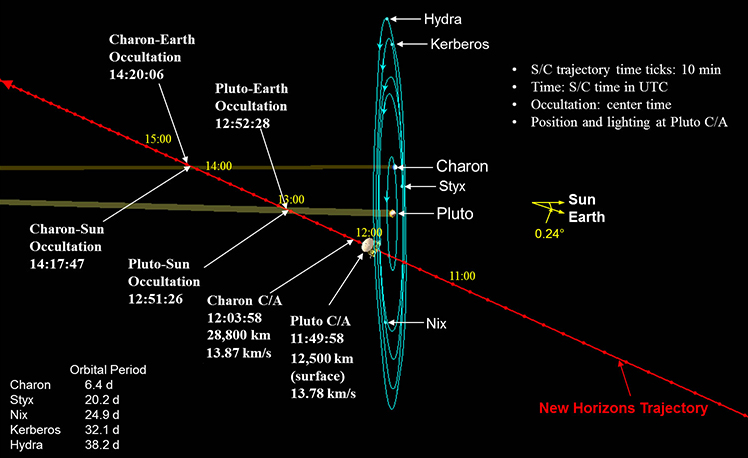
新视野号对冥王星做逼近飞行的轨迹图。

2015年7月，新视野号探测器成功飞掠冥王星，其当时距离太阳32.9个天文单位。2019年元旦，其到达距离2014 MU69最近位置，并完成对该小行星的飞掠探测，此时其距离太阳43.6个天文单位。

### 卡西尼号探测器

2004年5月1日至2017年11月15日卡西尼号探测器环绕土星的轨道动画
卡西尼号探测器·
土星·
土卫二·
土卫六·
土卫八

于1997年发射往土星的卡西尼-惠更斯号探测器在2004至2007年间完成了一系列对土星卫星的逼近飞行，包括土星的最大卫星土卫六。 其于2004年10月首次飞掠土卫六。此后又完成了大量对土星卫星的飞掠探测。2017年4月22日，其第126次也是最后一次飞掠土卫六。9月15日，该探测器飞入土星大气焚毁，结束了其近20年的土星旅途。

### 彗星

2010年11月4日，深度撞击号飞掠哈特雷二号彗星返回的图像。

1985年月11日，国际彗星探测器（ISEE-3）飞越了贾可比尼-秦诺彗星的离子尾，对其进行飞掠探测，最近仅距离彗核7,800 km（4,800 mi） 。
2010年，EPOXI任務的深度撞击号在撞击坦普尔1号彗星的彗核之后，执行了对哈特雷二号彗星逼近飞行并探测的任务。

## 自然天体的逼近飞行

小行星飞掠地球时，偶会会被雷达捕捉到。2017年飞掠地球的小行星2014 JO25的动画

逼近飞行有时也用于描述天体的飞行轨迹，如小行星接近并掠过地球。但这种用法并不严谨。
2014年，一颗彗星飞掠火星。
2016年，小行星P/2016 BA14飞掠地球时，最近距离地球3,500,000 km（2,200,000 mi）。通过观测得到的数据，人们得以算出其直径约为3,300英尺（1.0 km）。 
2018年12月16日，短周期彗星46P/Wirtanen飞掠地球，最近距离地球7,100,000 mi（11,400,000 km）。